# 劉繼恩
劉繼恩（10世纪？—968年），本姓薛，五代時期北漢君主，世祖刘旻外孙，睿宗刘钧外甥、养子，史稱「少主」。

## 生平
其母刘氏為劉旻之女，因此劉鈞是他的舅父；其父薛釗，本來只是士兵，早年娶劉旻之女，劉旻之兄劉知遠發跡後，薛釗就很難見到其妻，因此很不快樂，有一天乘著酒意求見，竟拿刀刺傷其妻，薛釗後來因此自盡。當時劉繼恩年紀還小，劉旻因為劉鈞無子，遂命劉鈞收養劉繼恩。
劉繼恩在劉鈞在位時任太原尹，然而他本人資質平庸，劉鈞生前也曾向郭無為說過劉繼恩不是濟世之才。北漢天會十二年（968年）劉鈞病逝，劉繼恩繼位，仍以天會為年號，不久就將郭無為的權力架空。兩個月後，劉繼恩於酒宴後被供奉官侯霸榮刺殺，史家未記載其諡號及廟號，習稱其為少主。山西平遥县镇国寺有块北汉年间的碑刻，因现存半截当地称为“半截碑”，据称是刘旻之孙劉繼欽的墓碑，现存碑文中有“景宗而践祚”的字样，“景宗”可能是刘继恩的庙号。